# 21 ربيع الآخر
- السبت
- الأحد
- الاثنين
- الثلاثاء
- الأربعاء
- الخميس
- الجمعة

- 2528 سبتمبر 2024
- 2629 سبتمبر 2024
- 2730 سبتمبر 2024
- 281 أكتوبر 2024
- 292 أكتوبر 2024
- 303 أكتوبر 2024
- 14 أكتوبر 2024
- 25 أكتوبر 2024
- 36 أكتوبر 2024
- 47 أكتوبر 2024
- 58 أكتوبر 2024
- 69 أكتوبر 2024
- 710 أكتوبر 2024
- 811 أكتوبر 2024
- 912 أكتوبر 2024
- 1013 أكتوبر 2024
- 1114 أكتوبر 2024
- 1215 أكتوبر 2024
- 1316 أكتوبر 2024
- 1417 أكتوبر 2024
- 1518 أكتوبر 2024
- 1619 أكتوبر 2024
- 1720 أكتوبر 2024
- 1821 أكتوبر 2024
- 1922 أكتوبر 2024
- 2023 أكتوبر 2024
- 2124 أكتوبر 2024
- 2225 أكتوبر 2024
- 2326 أكتوبر 2024
- 2427 أكتوبر 2024
- 2528 أكتوبر 2024
- 2629 أكتوبر 2024
- 2730 أكتوبر 2024
- 2831 أكتوبر 2024
- 291 نوفمبر 2024
- 302 نوفمبر 2024
- 13 نوفمبر 2024
- 24 نوفمبر 2024
- 35 نوفمبر 2024
- 46 نوفمبر 2024
- 57 نوفمبر 2024
- 68 نوفمبر 2024

21 ربيع الآخر أو 21 ربيع الثاني أو يوم 21 \ 4 (اليوم الحادي والعشرون من الشهر الرابع) هو اليوم العاشر بعد المائة (110) من أيَّام السنة (أو الحادي عشر بعد المائة لو كان شهر صفر مُتممًا لليوم الثلاثين) وفق التقويم الهجري القمري (العربي). يبقى بعده 244 أو 245 يومًا لانتهاء السنة.

## أحداث
- 15 هـ - المسلمون بقيادة أبي عبيدة بن الجراح يفتحون مدينة حمص، بعد أن حاصروها حصارًا شديدًا واضطرت المدينة إلى طلب الصلح، فكتب المسلمون لأهلها كتابا بالأمان على أنفسهم وأموالهم.
- 20 هـ - فتح مصر وسقوط حصن بابليون في يد عمرو بن العاص بعد حصار دام نحو سبعة أشهر.
- 297 هـ - قيام الدولة الفاطمية في المغرب، بعد نجاح أبي عبد الله الشيعي في دعوته، وجذب الأعوان والأنصار لها، وقيامه بمبايعة عبيد الله المهدي بالخلافة.
- 718 هـ - وقوع «معركة البيرة» في غرناطة بين النصارى القشتاليين والمسلمين، وكانت نتيجة المعركة انتصار المسلمين.
- 1222 هـ - الإنكشارية يعزلون السلطان سليم خان الثالث بن مصطفى الثالث، وهو السلطان الثامن والعشرون في سلسلة خلفاء الدولة العثمانية، بعد أن حاول إدخال عدة إصلاحات في جسد الدولة العثمانية في محاولة لإحياء مجد الدولة القديم.
- 1253 هـ - فرنسا تصدر قانونًا يخضع أراضي القبائل الجزائرية لإجراءات القوانين الفرنسية، وهو ما سهل للفرنسيين الاستيلاء على أراضي القبائل.
- 1283 هـ - اليونانيون في جزيرة كريت الواقعة في البحر المتوسط يقومون بعصيان ضد الدولة العثمانية، ساندتهم فيه بعض الدول الكبرى خاصة روسيا وتعرض المسلمون في الجزيرة لحملة إبادة كبيرة.
- 1344 هـ - منيرة ثابت وعبد القادر حمزة يصدران مجلة «الأمل» الأسبوعية النسائية الاجتماعية في القاهرة، واعتنت المجلة بالدفاع عن حقوق المرأة وقضاياها وتعليمها والحصول على حق التصويت للمرأة، وتمتعها بعضوية المجالس النيابية.
- 1371 هـ - بدأ الثورة الشعبية التونسية ضد الاحتلال الفرنسي، والسلطات الفرنسية تلقي القبض على الحبيب بورقيبة.
- 1377 هـ - أنشأت جامعة الملك سعود في مدينة الرياض، بأمر من الملك سعود بن عبد العزيز آل سعود.
- 1386 هـ - تأميم قطاع المناجم في الجزائر من الشركات الأجنبية وذلك بعد 4 سنوات من الاستقلال.
- 1388 هـ - الإطاحة بالرئيس العراقي عبد الرحمن عارف في ما عرف بالثورة البيضاء، وتولي حزب البعث العربي الاشتراكي السلطة بقيادة أحمد حسن البكر.
- 1405 هـ - اغتيال الملحق الإعلامي في السفارة الليبية في روما فرج عمر المخيمون على يد مجهول.
- 1406 هـ - افتتاح المسرح القومي في مصر بعد إعادة تجديده.
- 1424 هـ - الجيش الإسرائيلي يغتال القائد في كتائب القسام الجناح العسكري لحماس عبد الله القواسمي، المطلوب الأول للاحتلال الإسرائيلي آنذاك.
- 1430 هـ - مستوطنون ومتطرفون يهود يخفقون في اقتحام المسجد الأقصى.
- 1436 هـ - مقتل ثلاث شباب مسلمين من عائلة واحدة داخل منزلهم في أحد الأحياء الهادئة في تشابل هيل، كارولاينا الشمالية في الولايات المتحدة.
- 1437 هـ - مقتل 60 شخصًا على الأقل وجرح 110 آخرين في تفجيرات بمنطقة السيدة زينب في ريف دمشق في سوريا و«داعش» يتبنى الهجمات.
- 1438 هـ -
  - انهيار مبنى بلاسكو إثر حريق هائل يُسفِر عن مقتل 20 رجل إطفاء وإصابة 70 آخرين في العاصمة طهران.
  - تدخل عسكري في غامبيا تقوده سيدياو لإجبار الرئيس المنتهية ولايته يحيى جامع على ترك منصبه للرئيس المنتخب آداما بارو.

## مواليد
- 1332 هـ - محمود إسماعيل، مخرج مصري.
- 1343 هـ - الزبير التركي، فنان تشكيلي تونسي وأول رئيس للاتحاد الوطني للفنون التشكيلية.
- 1351 هـ - هواري بومدين، رئيس الجزائر الثاني.
- 1353 هـ - محمد بن سعود بن عبد العزيز، الابن الثالث للملك سعود، شغل عددا من المناصب منها رئيس الديوان الملكي، ووزير الدفاع والطيران، ثم أمير منطقة الباحة.
- 1354 هـ - ابتسام الهواري، صحفية مصرية.
- 1366 هـ - سيد القمني، كاتب مصري.
- 1401 هـ -
  - آسر ياسين، ممثل مصري.
  - شاهيد كابور، ممثل هندي.
- 1402 هـ - نسرين طافش، ممثلة سورية.

## وفيات
- 1156 هـ - حسين بن علي الوفائي، صوفي وشاعر سوري عثماني.
- 1370 هـ - فكري ياسين، أديب وعالم أزهري مصري.
- 1403 هـ - حسن الزمرلي، مخرج وناقد مسرحي تونسي.
- 1405 هـ - فرج عمر المخيمون، الملحق الإعلامي في السفارة الليبية في روما.
- 1409 هـ - عبد الباسط عبد الصمد، قارئ قرآن مصري.
- 1420 هـ - عبد الوهاب البياتي، شاعر عراقي.
- 1422 هـ -ناصر بن هاشم السلمان، فقيه جعفري ومدرس ديني سعودي.
- 1424 هـ - عبد الله القواسمي، مجاهد قسامي وقائد عسكري فلسطيني.
- 1427 هـ - أحمد عبد الفتاح تمام، محرر دائرة سفير للمعارف الإسلامية ومؤسس صفحة «حدث في العام الهجري» بموقع إسلام أونلاين.
- 1428 هـ - عبد الله الفيصل آل سعود، شاعر وأديب سعودي.

## وصلات خارجية
- موقع قصة الإسلام: حدث في شهر ربيع الأوَّل.